# Sérgio Lomba
Sérgio Lomba   (Beira, 11 d'agost de 1973) és un exfutbolista moçambiquès de la dècada de 2000.
Fou internacional amb la selecció de futbol de Moçambic.
Pel que fa a clubs, destacà a Gil Vicente FC i Moreirense FC.